# Han Nefkens
Han Nefkens (Róterdam, 1954) es un escritor y coleccionista de arte neerlandés.

## Biografía
Nefkens estudió periodismo en Francia y los Estados Unidos. Posteriormente trabajó como corresponsal de radio en México durante once años. En 1987 descubrió que era seropositivo. En 2001 comenzó la H+F Collection, una colección de arte contemporáneo que se compone de fotografías, vídeos, instalaciones y pinturas de, entre otros, Jefcof Wall, Sam Taylor-Wood, Bill Viola, Pipilotti Rist, Shirin Neshat y Félix González-Torres. Una de las particularidades de Nefkens es que deposita estas obras como préstamos a largo plazo a los museos de su país y del extranjero, incluyendo el Centraal Museum de Utrecht, el Museo Boymans Van Beuningen y el FRAC Nord-Pas-de-Calais, en Dunkerque.
En 2006 creó la Fundación Art Aids, institución que utiliza el arte para aumentar la conciencia sobre el VIH y mejorar la vida de las personas que viven con él. Esta fundación ha colaborado en dos ocasiones con la barcelonesa Fundación Joan Miró, la primera vez con ocasión de la exposición de Pipilotti Rist y la segunda organizando You're not alone. En 2011 creó, junto con el Museo de Arte Contemporáneo de Barcelona (MACBA), un nuevo premio artístico internacional, con carácter bienal, dotado con 50 000 euros.